# Mroczne Słońce
Mroczne słońce (tyt. oryg. The Shadowed Sun) – amerykańska powieść high fantasy autorstwa N.K. Jemisin. Została wydana po raz pierwszy w 2012 nakładem wydawnictwa Orbit Books. W Polsce ukazała się w 2014 nakładem wydawnictwa Akurat w tłumaczeniu Maciejki Mazan. Książka jest kontynuacją powieści Zabójczy księżyc, która została nominowana do Nagrody Nebula oraz do World Fantasy Award. Tym samym Mroczne słońce jest drugim i ostatnim tomem w dylogii Sen o krwi.

## Fabuła
W Gujaareh władzę przejął Protektorat Kisuański. Niegdyś w tym pustynnym mieście-państwie najistotniejszym prawem był pokój, jednak uległo to zmianie w związku z aktualnymi rządami. Mieszkańców miasta zaczyna dręczyć zaraza, która dopada ich w trakcie snu.
Hanaji, pierwsza kobieta-uzdrowicielka, zostaje oskarżona o doprowadzenie do śmierci swojego trzynastoletniego pomocnika, który zginął w trakcie wykonywania jej polecenia. Wkrótce jednak na jaw wychodzi, że przyczyną jego śmierci jest tajemnicza zaraza, która nawiedza ludzi w trakcie snu. Hanai, razem ze swoim mentorem zostaje przekazana jako zakładniczka dla księcia Wanahomena, prawowitego następcy tronu w Gujaarehu, który ma zamiar wraz ze swoim barbarzyńskim wojskiem odebrać władzę w mieście.